# Caecilia guntheri
Caecilia guntheri é uma espécie de anfíbio gimnofiono. Está presente na Colômbia e no Equador. É uma espécie subterrânea, que ocorre em floresta submontanhosa e floresta nublada.